# Jeep 4x4 Adventure
Jeep 4x4 Adventure es un videojuego de carreras desarrollado y publicado por WildTangent para Windows. Fue lanzado el 28 de febrero de 2004.

## Jugabilidad
Compites con varios vehículos de Jeep, el Wrangler, Liberty y Grand Cherokee. La configuración de las carreras incluye ciudades, desiertos, selvas y otros lugares exóticos. Puedes mejorar tu vehículo obteniendo créditos realizando varios trucos durante una carrera. Su lugar en la carrera decide qué porcentaje de estos puntos puede usar para actualizaciones, es decir, el primer lugar toma el 100% de sus puntos, mientras que el cuarto solo toma el 25%.
Este es un juego de transmisión en línea, con un marcador en línea.